# 南屯庄
南屯庄，為1920年~1945年間存在之行政區，轄屬台中州大屯郡。今台中市南屯區。

## 街原名
原屬捒東下堡下之犂頭店街、土庫庄、田心庄、溝仔墘庄、三塊厝庄、永定厝庄、新庄仔庄、劉厝庄、山仔脚庄、鎮平庄、麻糍埔庄、水碓庄、番社脚庄、蔴園頭庄、知高庄、同安厝庄、下牛埔仔庄、下楓樹脚庄
- 犂頭店街改稱南屯

## 行政區劃
南屯庄轄域內分為南屯、土庫、田心、溝子墘、三塊厝、永定厝、新庄子、劉厝、山子脚、鎮平、麻糍埔、水碓、番社脚、麻園頭、知高、同安厝、下牛埔子、下楓樹脚十八個大字。
昭和16年（1941年）9月13日，土庫、麻園頭併入臺中市（府令170號）。

## 設施
官署
- 南屯庄役場
- 南屯警察官吏派出所

學校
- 南屯公學校

會社
- 保證責任南屯信用購買販賣利用組合